# 広瀬秀吉
広瀬 秀吉（ひろせ ひでよし、1918年2月2日 - 2011年10月17日）は、日本の政治家。日本社会党衆議院議員（9期）、社民党栃木県連合常任顧問。

## 略歴
栃木県出身。
1941年、中央大学法学部卒業。その後、南満州鉄道に勤務、前橋予備士官学校卒業などを経る。
1946年、日本国有鉄道に勤務。国鉄労働組合の専従役員なども務めた。
1958年の総選挙で旧栃木1区から日本社会党公認で出馬するも落選。
1960年の総選挙で初当選した。
1963年の総選挙では落選したが、1967年の総選挙から8期務めた。
1990年の総選挙には出馬せず退いた。
社民党栃木県連合常任顧問などを務めた。
2011年10月17日、前立腺がん のため宇都宮市の病院で死去。93歳没

## 栄典
- 1989年11月 - 勲一等瑞宝章受章[3]